# Leonardo Hotels

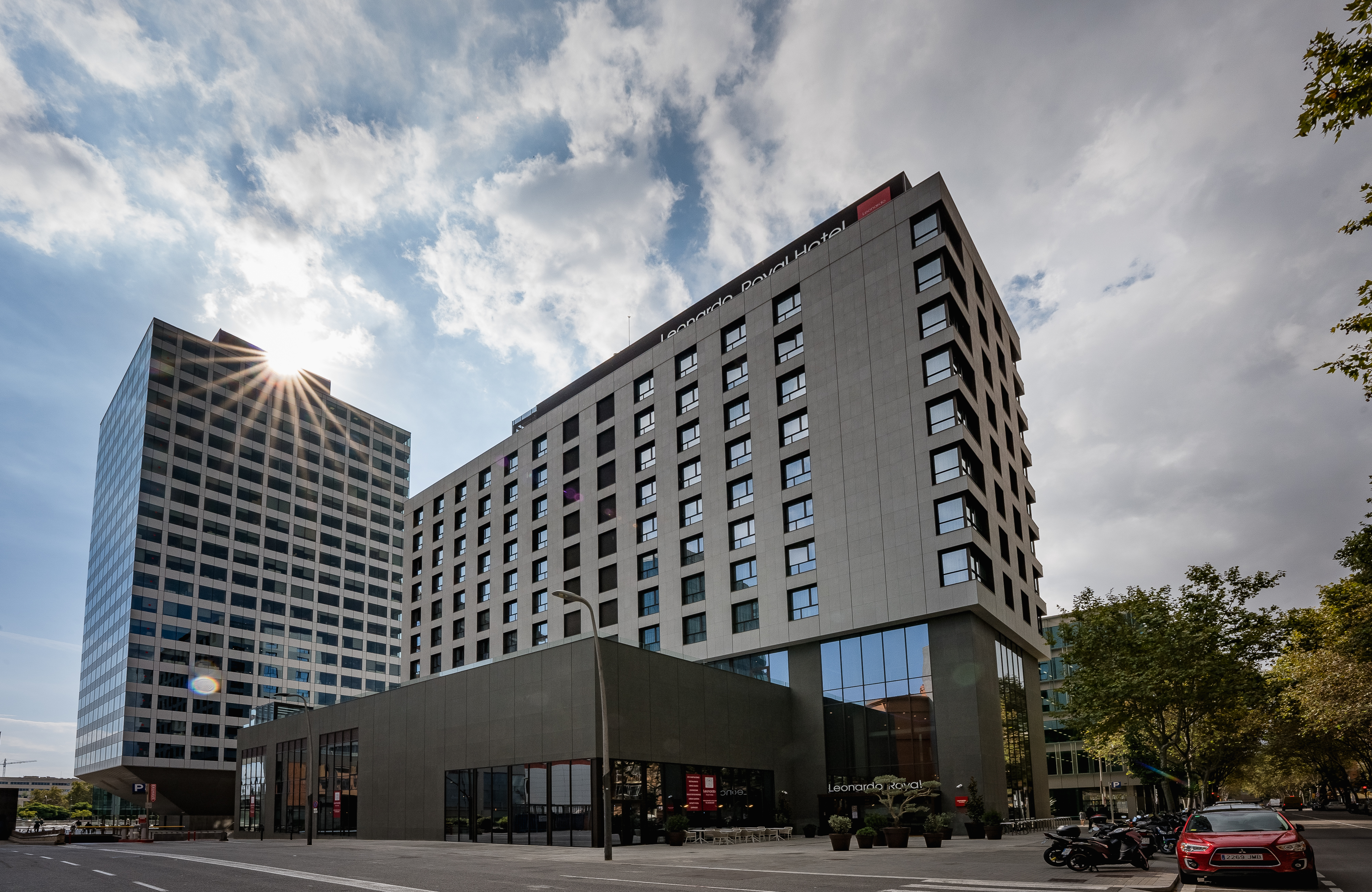
Leonardo Hotel in Barcelona

Leonardo Hotels ist eine in Berlin ansässige Hotelkette mit mehr als 160 Häusern (Stand: August 2022). Sie gehört zur Fattal Hotel Group.

## Geschichte
Das erste Leonardo-Hotel wurde in Nürnberg eröffnet. Der Nürnberger Architekt und Unternehmer Detlev Schneider übernahm das Hotel in Eigenregie und nannte es nach seinem Sohn Leonardo. Zusammen mit dem Geschäftsführer Thomas John führte er das Hotel bis zum Verkauf im Jahr 2006 an den Unternehmer David Fattal. Fattal baute Leonardo zu einer großen Hotelgruppe aus; der aus Haifa stammende Hotelunternehmer führte zu diesem Zeitpunkt bereits das touristische Unternehmen Fattal Holdings Ltd mit Sitz in Tel Aviv.
Mit dem Namen Leonardo Hotels begann Fattal die Internationalisierung seines Hotelportfolios. Dazu erwarb er Hotels, zunächst in Deutschland, Belgien und der Schweiz. Die mit eigenen Mitteln und mit Mitteln aus Fonds finanzierte Expansion setzte sich fort mit Umfirmierungen von Hotels in Israel (ca. 2009) und Käufen beziehungsweise Neubauten von Hotels in Ungarn (ab 2011), Österreich (ab 2012), Großbritannien (ab 2015), Spanien (ab 2015), Italien (seit 2015), Niederlande (seit 2016), Tschechien (seit 2016), Irland (seit 2017), Polen (seit 2017) und Rumänien (seit 2021).

## Unternehmen
Die Hotelkette zählt zum Unternehmen Fattal Holdings (1998) Ltd. Ihre 100-prozentige Tochter Sunflower Management GmbH & Co. KG ist die Verwaltungsgesellschaft in Europa. Die Leonardo Hotels befinden sich im Eigentum der Fattal Holdings beziehungsweise einer ihrer Tochtergesellschaften oder sind gepachtet. 2021 waren 2.700 Personen allein bei Leonardo Hotels Central Europe beschäftigt.
Yoram Biton, 1967 in Israel geboren, verantwortet als Managing Director die Business Unit Leonardo Hotels Central Europe mit Sitz in Berlin.
Zur Markenfamilie gehören vier Hotelmarken (Stand: August 2022): Leonardo Hotels, Leonardo Boutique Hotels, Leonardo Royal Hotels und NYX Hotels by Leonardo Hotels.
Mit Stand August 2022 zählten mehr als 160 Hotels zur Leonardo-Hotelgruppe (Hauptmarke und Submarken), die größte Anzahl der Hotels befand sich in deutschen Städten. Zu den größten Übernahmen zählten bis dahin die Hotels der Marke Jurys Inn im Vereinigten Königreich und in Irland (51 Hotels, Stand: April 2022), die Apollo Hotels in den Niederlanden und Belgien (13 Hotels, Stand: August 2018) sowie ein Hotelportfolio von sechs Hotelbetrieben auf den Balearischen Inseln.